# 성주여자고등학교
성주여자고등학교(星州女子高等學校)는 대한민국 경상북도 성주군 성주읍 경산리에 있는 사립 고등학교이다.

## 학교 연혁
- 1955년 1월 28일 : 재단법인 경심학원 설립인가
- 1956년 3월 16일 : 성주여자고등학교 설립인가(3학급)
- 1956년 4월 5일 : 개교, 초대 채명득 교장 취임
- 1964년 2월 15일 : 재단법인 경심학원에서 학교법인 경심학원으로 조직 변경
- 1979년 10월 19일 : 성주여자종합고등학교로 교명 변경
- 1989년 5월 10일 : 학교법인 성주교육재단으로 법인명 변경
- 1989년 11월 30일 : 하키부 창단
- 1990년 3월 30일 : 정관변경(중.고 분리)
- 1999년 2월 25일 : 제6대 이희영 재단이사장 취임
- 2000년 1월 13일 : 급식소 준공
- 2001년 7월 21일 : 하키부 숙소 승리관 준공
- 2002년 3월 1일 : 성주여자고등학교로 교명 변경
- 2005년 7월 4일 : 고등학교 본관(하버드동) 준공
- 2005년 10월 4일 : 학교법인 석암학원 명칭 변경
- 2008년 4월 17일 : 석암생활관 준공
- 2014년 3월 1일 : 명품고교 선정 (경상북도교육청, 2014.3~2017.2)
- 2015년 12월 24일 : 석암홀 준공
- 2019년 12월 10일 : 급식소 현대화 및 기숙사 증축
- 2021년 9월 1일 : 제10대 이우재 교장 취임
- 2025년 3월 1일 : 제11대 이승탁 교장 취임

## 참고 자료
- 성주여자고등학교 - 한국교육학술정보원 학교알리미